# Мех (ковачки)
Мех (ковачки) је направа од коже и дрвета, којом се ваздух доводи до ватре и распирује је. То је алат ковача.

### Морфолошке и језичке варијације:
икавски: мих, ијекавски: мијех, екавски: мех
Синоними су
- дувалица [1]
- мешина [1]
- мешина [2] Крашово [1]

## Опис
Мехови су се састојали од конструкције дрвене, а около је била кожа. 

## Употреба
Ковач уз помоћ меха добро разгори ватру у коју ставља комаде метала које жели да обрађује. Потом, када метал постане довољно мек да може да се обрађује узима га специјалним клештима (машице) и ставља на наковањ. Једном руком држи машице са комадом метала а другом руком уз помоћ чекића га удара - обрађује - обликује. При томе мора бити брз, јер се комад брзо хлади и поново постаје чврст. Зато га поново ставља у ватру. Понекад, када је обрада завршена, комад се онако врућ потапа у уље и тиме кали. Каљењем гвоздени комад постаје тврђи али и кртији. 
Када је у питању обрада већег комада где се тражи већа снага, тада ковач ради са помоћником. Ковач држи и окреће комад по потреби и удара га мањим чекићем и тиме обележава место своме помоћнику који са две руке великим чекићем удара по месту које му је показано. При томе се наизменично чују два различита звука малог и великог чекића.